# Evarcha ignea
Evarcha ignea är en spindelart som beskrevs av Wesolowska, Cumming 2008. Evarcha ignea ingår i släktet Evarcha och familjen hoppspindlar. Inga underarter finns listade i Catalogue of Life.